# وادي الأبواء
وادي الأبواء هو أحد أودية شبه الجزيرة العربية، ويقع في منطقة المدينة المنورة بالمملكة العربية السعودية. يبلغ طول الوادي 170 كم ومتوسط انحداره 8 م / كم. ينبع من منطقة التقاء القاحة والفرع، ويصب في البحر الأحمر. من أهم روافده وادي القاحة، ووادي الفرع.